# Delphax pulchellus
Delphax pulchellus är en insektsart som först beskrevs av Curtis 1833.  Delphax pulchellus ingår i släktet Delphax, och familjen sporrstritar. Arten är reproducerande i Sverige.